# 탱크트럭

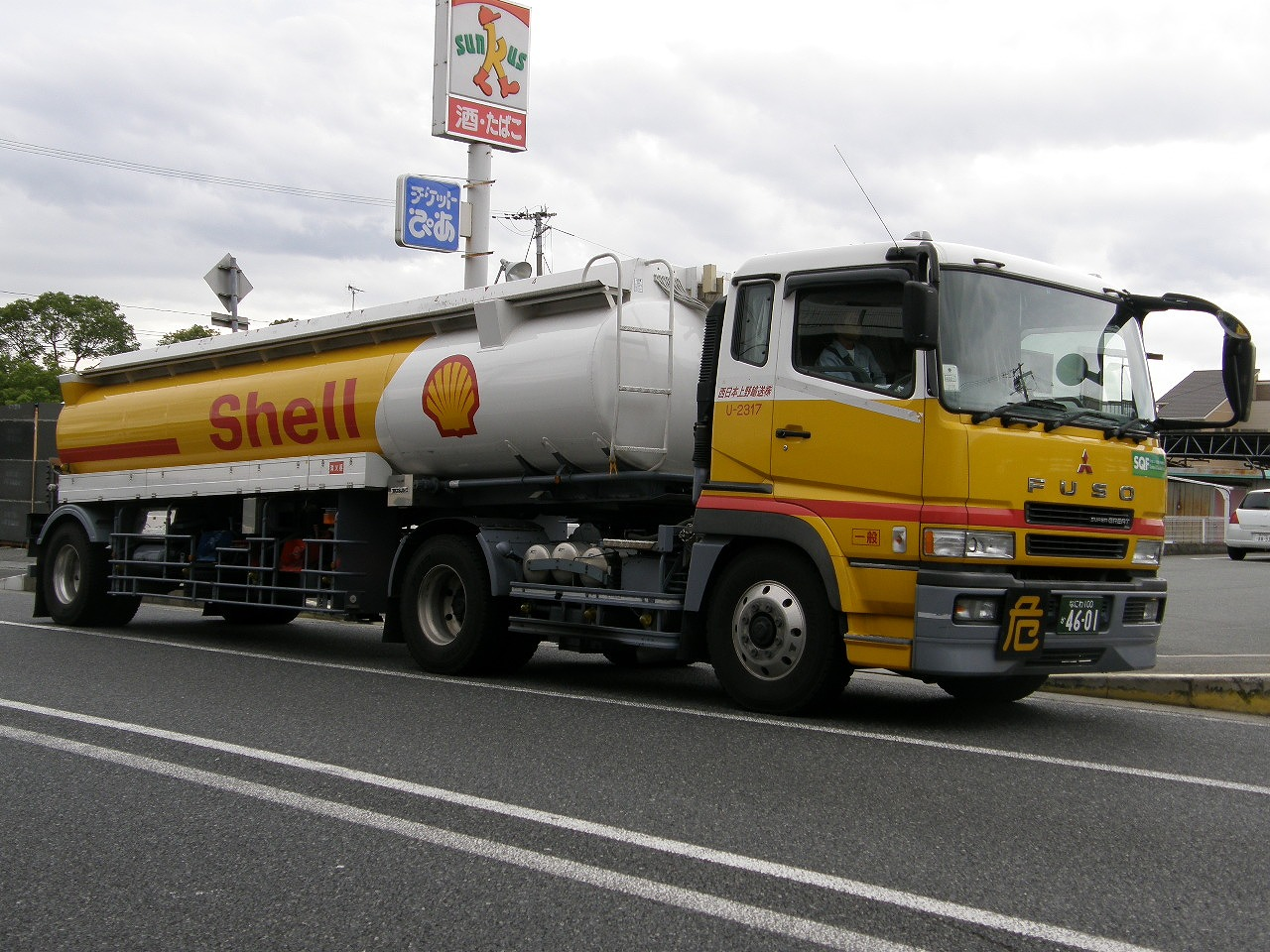
일본의 유조차

탱크트럭(tank truck, gas truck, fuel truck)은 원유와 각종 고체, 우유 등 액체 물질을 수송하기 위해 만들어진 차량이다. 트럭에 커다란 물탱크가 얹혀져 있는 모양을 하고 있으며, 주로 석유, LNG, 유해화학물질, 휘발유, 메탄올, LPG 등을 운송하기 위해 사용되지만 경우에 따라서는 분뇨수거차로 사용하기도 한다. 뷴뇨수거차로 활용되는 탱크트럭은 버큠로리라는 이름으로도 불린다.

## 사고 및 화재의 취약성
원유 등 인화 물질을 수송하는 유조차는 추돌 또는 충돌 사고시 화재에 취약할 수도 있다. 이러한 화재 취약성은 근처 시설물까지 피해를 입히는 특징이 있다.
탱크트럭은 위험물이 적재된 공간에 격벽이 있다. 격벽이 없이 불법 개조되었다면 위험물이 모두 한쪽으로 쏠려 무게중심이 달라질 수 있고 타이어가 접지력을 잃어버리고 전복되면 큰 폭발사고로 이어질 수 있다. 탱크트럭 위에는 뚜껑이 여러 개 있는데 각각 다른 칸의 뚜껑이다.

## 종류
유조 시설을 갖추고 석유를 운반하는 차종은 유조차라고 하며, 그밖에 바닷물(해수) 또는 황산 같은 화학약품을 운송하기도 한다. 
시멘트를 운송하는 차량은 '벌크트럭'이라고 한다. 우유나 식용유, 밀가루, 설탕, 소금, 조미료, 당밀 같은 식품(식재료)의 운송에도 쓰인다.
액화탄산가스 또는 LPG 같은 고압가스를 운송하는 차량도 있으며 공사 현장 또는 일반 도로에서 물을 뿌리는 살수차(撒水車)도 있다. 살수차는 다른 탱크트럭이나 내구연한이 경과한 소방차 따위를 개조하여 사용하는 경우도 적지 않다.

## 같이 보기
- 조차 (철도)